# غروب (أغنية جوردون لايتفوت)

غروب (بالإنجليزية: Sundown) أغنية لفنان الموسيقى الريفية الكندية جوردون لايتفوت، وصدرت كأغنية فردية في مارس 1974. صعدت الأغنية إلى المركز الأول على قائمة هوت بيلبورد 100 في الولايات المتحدة، وأيضا المركز الأول على قائمة الاستماع السهل، والمركز 13 على قائمة الأغاني الفردية الريفية في الولايات المتحدة. احتلت المركز الأول على قائمة آر بي إم الكندية. كانت «غروب» هي الأغنية الوحيدة لمغني الكونتري الكندي التي تحتل المركز الأول على هوت بيلبورد.

## طاقم العزف والتسجيل
جوردون لايتفوت: غناء رئيسي وخلفية، جيتار ذو 12 وترًا.
لوريس ميلتون «الشيا الأحمر»: جيتار كهربائي رئيسي.
تيري كليمنتس: جيتار صوتي رئيسي (أكوستك).
جون ستوكفيش: جيتار باس
جيم جوردون: طبول
مهندس الصوت: لي هيرشبيرج
تم التسجيل في استوديوهات الصوت الشرقية، تورنتو، أونتاريو، كندا.

## الأغنية على القوائم حول العالم
أحتلت المركز الأول في: كندا – جنوب أفريقيا – الولايات المتحدة.
احتلت المركز الثاني في: يوغسلافيا – نيوزيلندا.
احتلت المركز الرابع في أستراليا
احتلت مراكز مختلفة في: ألمانيا – ايرلندا – هولندا – المملكة المتحدة.
ظهرت على قوائم أفضل أغاني عام 1974 في: أستراليا – كندا – جنوب أفريقيا – الولايات المتحدة.

## نسخ مختلفة للأغنية
صدر 37 نسخة من أغنية «غروب» بأصوات فنانين مختلفين  من مغنيين الموسيقى الريفية ابرزهم:
سكوت ووكر عام 1974 في البومه «كان لدينا كل شيء We Had It All».
المغني وكاتب الأغاني «إلوود Elwood» عام 2000، وبلغت نسخته ذروتها في المرتبة 33 على قائمة بيلبورد مودرن روك في 8 يوليو 2000.
ديريل دود Deryl Dodd عام 1999 وبلغت ذروتها في المركز 59 على قائمة بيلبورد للأغاني الريفية.
جيسي وينشستر مغني الموسيقى الريفية الكندي عام 2003 على ألبومه «جميل: تحية إلى جوردون لايتفوت Beautiful: A Tribute to Gordon Lightfoot».

## كلمات الأغنية
يبدو أن كلمات الأغنية تصف علاقة رومانسية مضطربة (غالبًا ما يعتقد المستمع ان المقصودة في الأغنية هي كاثي سميث المغنية المساعدة، والتي حُكم عليها لاحقًا لإعطائها جرعة قاتلة من الهيروين إلى الممثل جون بيلوشي)، حيث يسرد الراوي علاقة غرامية مع «امرأة محبتها شاقة جعلتني أشعر بالسوء». قال لايتفوت في مقابلة عام 2008: «أعتقد أن صديقتي كانت بالخارج مع أصدقائها ذات ليلة في حانة، بينما كنت في المنزل أكتب الأغاني... فكرت،» أتساءل ماذا تفعل مع أصدقائها في تلك الحانة!" إنه ذلك النوع من الشعور... أين حبي الحقيقي الليلة؟ ماذا يفعل حبي الحقيقي؟" وأضاف: «في واقع الأمر، كتبت الأغنية في وقت قريب من غروب الشمس... كانت الشمس تغرب خلف المزرعة التي استأجرتها لاستخدامها كمكان لكتابة الألبوم».
أستطيع أن أراها مستلقية في ثوبها الساتان I can see her lyin' back in her satin dress
في غرفة حيث تفعل ما لا تعترف به In a room where ya do what ya don't confess
أيها الغروب من الأفضل أن تنتبه Sundown ya better take care
إذا وجدتك تزحف من الدرج الخلفي If I find you been creepin' 'round my back stairs
كانت تبدو مثل الملكة في حلم بحار She's been lookin' like a queen in a sailor's dream
وهي لا تقول دائمًا ما تعنيه حقًا And she don't always say what she really means
في بعض الأحيان أعتقد أنه من العار Sometimes I think it's a shame
عندما أشعر بتحسن، عندما لا أشعر بأي ألم When I get feelin' better when I'm feelin' no pain
أستطيع أن أتخيل كل حركة يمكن أن يقوم بها الرجل I can picture every move that a man could make
الضياع في حبها هو خطأك الأول Getting lost in her lovin' is your first mistake
أيها الغروب من الأفضل أن تنتبه Sundown ya better take care
إذا وجدتك تزحف من الدرج الخلفي If I find you been creepin' 'round my back stairs
في بعض الأحيان أعتقد أنها خطيئة Sometimes I think it's a sin
عندما أشعر أنني أفوز، بينما أنا أخسر مرة أخرى When I feel like I'm winnin' when I'm losin again
أستطيع أن أراها تلقي نظرة خاطفة، في بنطالها الجينز الباهت I can see her lookin' fast in her faded jeans
إنها امرأة محبتها شاقة، جعلتني أشعر بالسوء She's a hard lovin' woman, got me feelin' mean
في بعض الأحيان أعتقد أنه من العار Sometimes I think it's a shame
عندما أشعر بتحسن، عندما لا أشعر بأي ألم When I get feelin' better when I'm feelin' no pain

## وصلات خارجية
https://www.songfacts.com/facts/gordon-lightfoot/sundown غروب (أغنية جوردون لايتفوت)
https://secondhandsongs.com/work/26675 غروب (أغنية جوردون لايتفوت)
http://reelreviews.com/shorttakes/morbid.htm#belushi غروب (أغنية جوردون لايتفوت)
https://www.youtube.com/watch?v=YdBU-jpJJtA غروب (أغنية جوردون لايتفوت)